# امبرومانگا
امبرومانگا (به لاتین: Amberomanga) یک سکونتگاه مسکونی در ماداگاسکار است که در ایتاسی واقع شده‌است.

## خصوصیات
امبرومانگا ۵٬۰۰۰ نفر جمعیت دارد و ۱٬۰۵۴ متر بالاتر از سطح دریا واقع شده‌است.